# Dokumentationscenter
Et dokumentationscenter eller en dokumentationscentral er en organisatorisk enhed – selvstændig eller del af en anden organisation, f.eks. et bibliotek. Et dokumentationscenter har som hovedopgave at indsamle og/eller videregive dokumenterede oplysninger. Da grænsen imellem at levere dokumentation og information som regel er flydende eller uklar, taler man ofte om "informations- og dokumentationscentre" under et.
Begrebet anvendes også i anden sammenhæng, fx har Udenrigsministeriet indtil for nylig haft "Sydgruppens dokumentationscentral" ligesom "Philosophers Index" udarbejdes af "Philosophy Documentation Center". Betegnelsen synes dog at blive fortrængt af andre betegnelser som informationscenter eller videnscenter.

## Historie
Historisk udspringer dokumentationscentre fra grundlæggeren af dokumentalistbevægelsen, Paul Otlet, der også grundlagde det første "Office of Documentation". Da bibliografiske databaser vandt frem fra midten af 1960'erne blev søgning i disse ofte foretaget i specielle dokumentationsafdelinger på de store teknisk-naturvidenskabelige forskningsbiblioteker. Især var dokumentationsafdelingerne ved det, der dengang hed "Danmarks Natur- og Lægevidenskabelige Bibliotek" og "Danmarks Tekniske Bibliotek" vigtige. Med slutbruger-søgningernes indtrængen omkring 1990 blev dokumentationsafdelingerne relativt nedtonet eller nedlagt mange steder.